# Kunihar
Lo Stato di Kunihar fu uno stato principesco del subcontinente indiano.

## Geografia
Lo stato di Kunihar era situato nei pressi del torrente Kuni, un piccolo corso di fiume (khad) in forma di ghirlanda (har) da cui prende il nome poi lo stato. La città di Kunihar che ne era la capitale, è situata a 42 km da Shimla ed a 40 km da Solan.

## Storia
Kunihar venne fondato nel 1154 da Abhoj Dev,un rajput raghubansi originario di Akhnoor, nel Jammu. Lo stato venne occupato dal Nepal dal 1803 al 1815, per poi divenire un protettorato britannico. Nel 1947, quando l'India ottenne l'indipendenza, cessò di esistere come entità a sé stante ed entrò a far parte dell'Unione Indiana.

### Regnanti

#### Thakur
I regnanti dello stato utilizzavano il titolo di 'Thakur'.
- 1815 -        1816 Mungri Das
- 1816 -        1866 Kishen Singh
- 1866 -        1905 Tegh Singh
- 1905 - 15 agosto 1947 Hardev Singh

## Galleria d'immagini

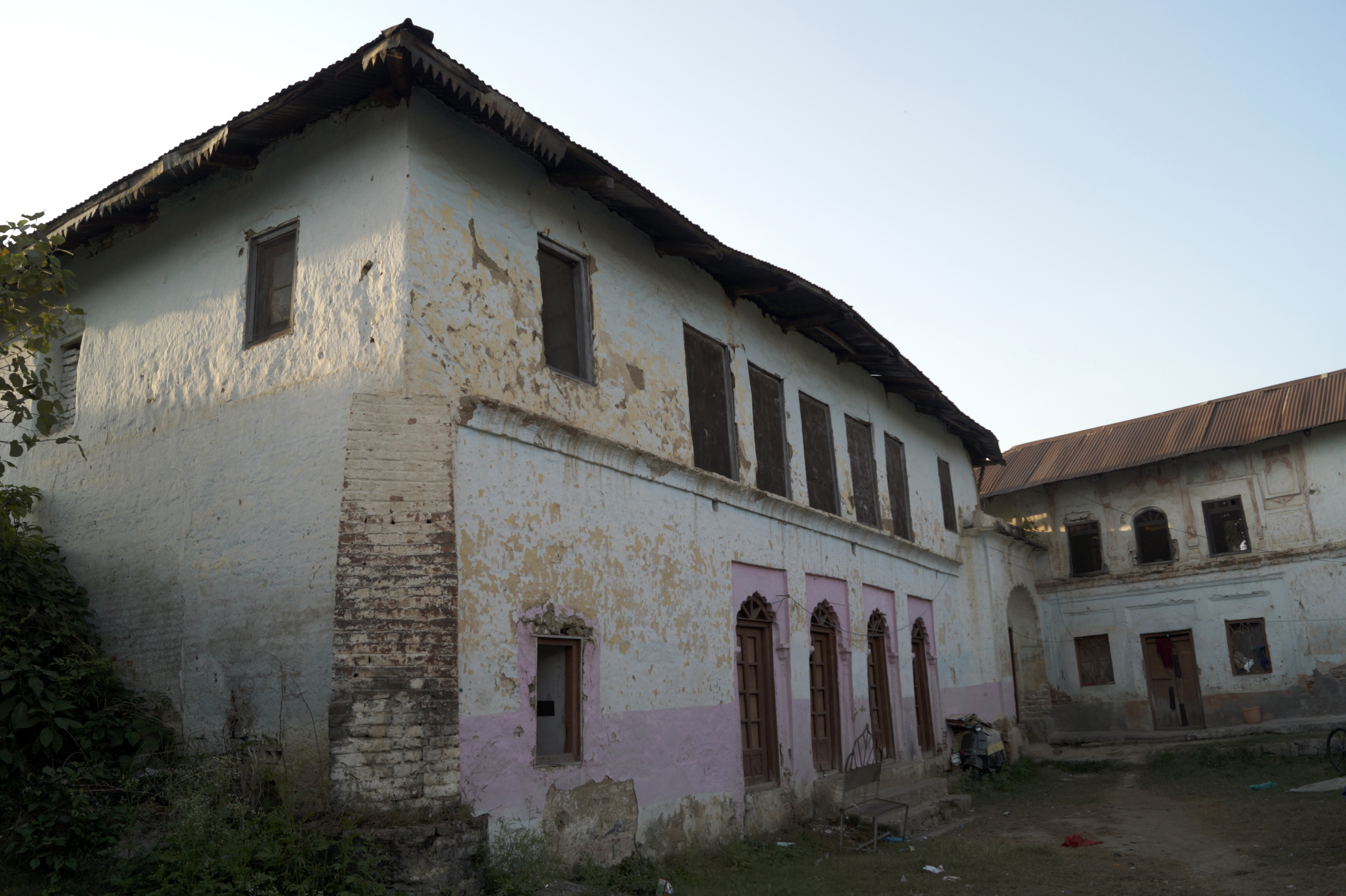
Il palazzo di Kunihar
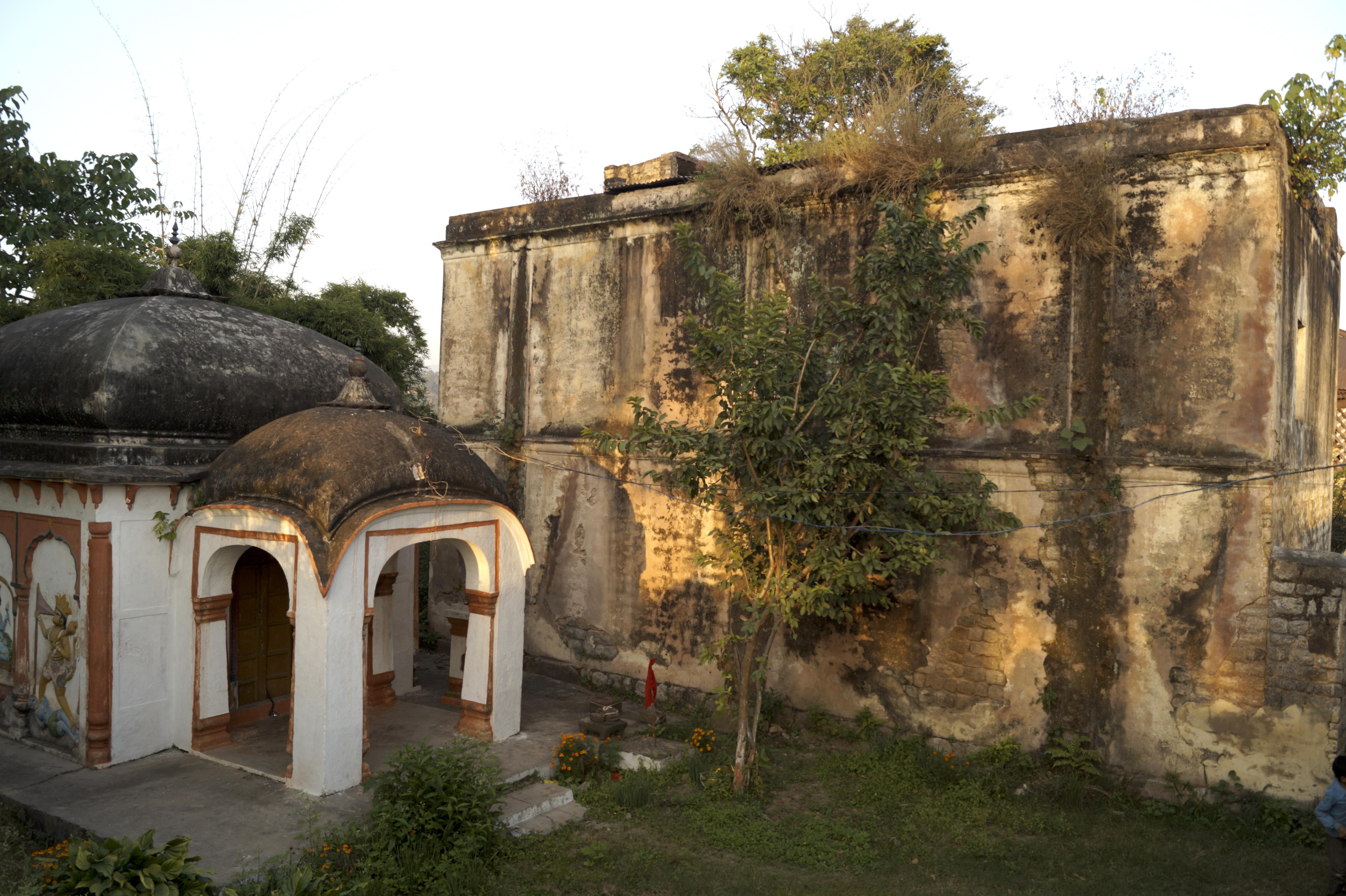
Tempio e retro del palazzo di Kunihar
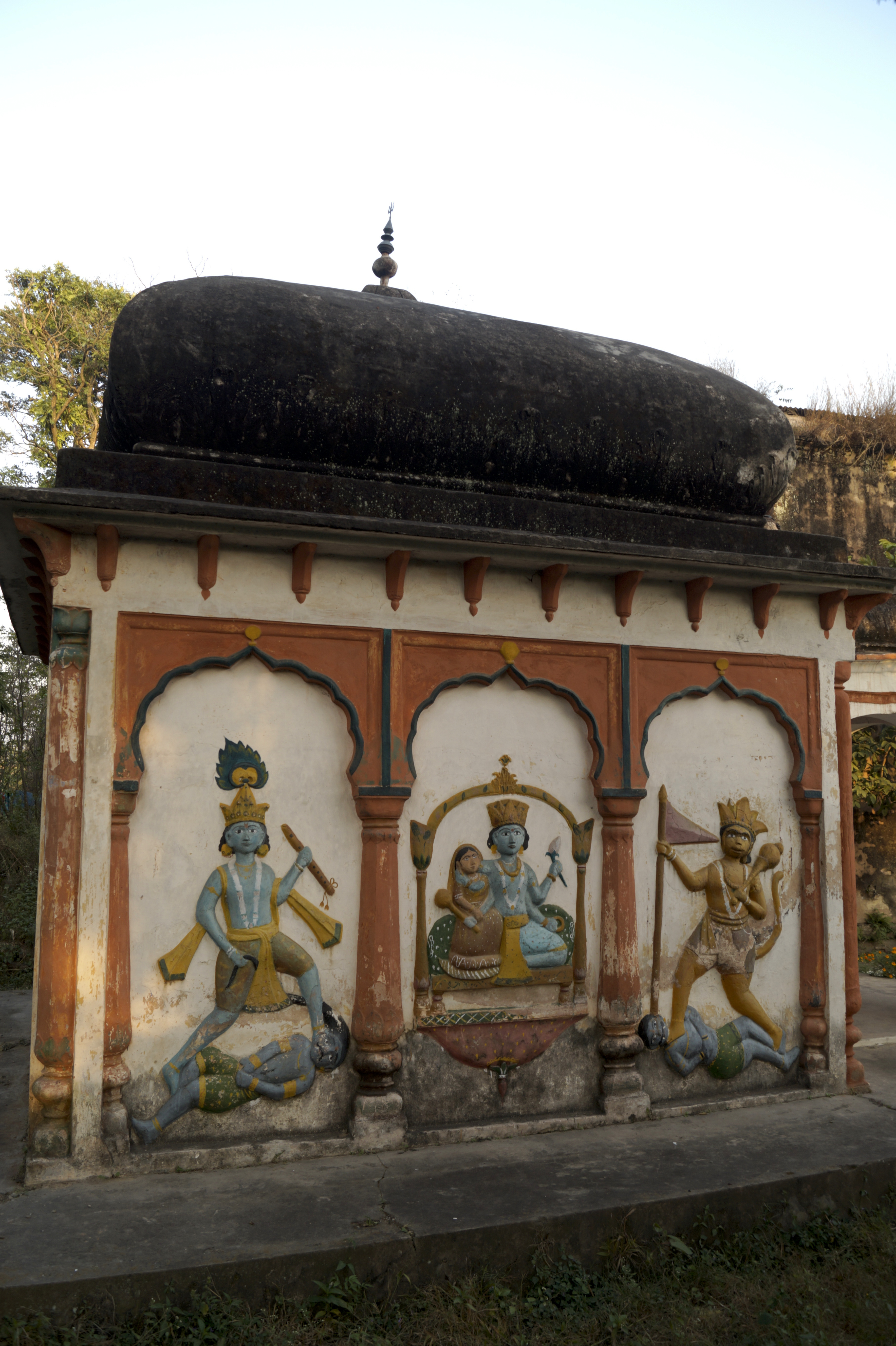
Tempio nel palazzo di Kunihar
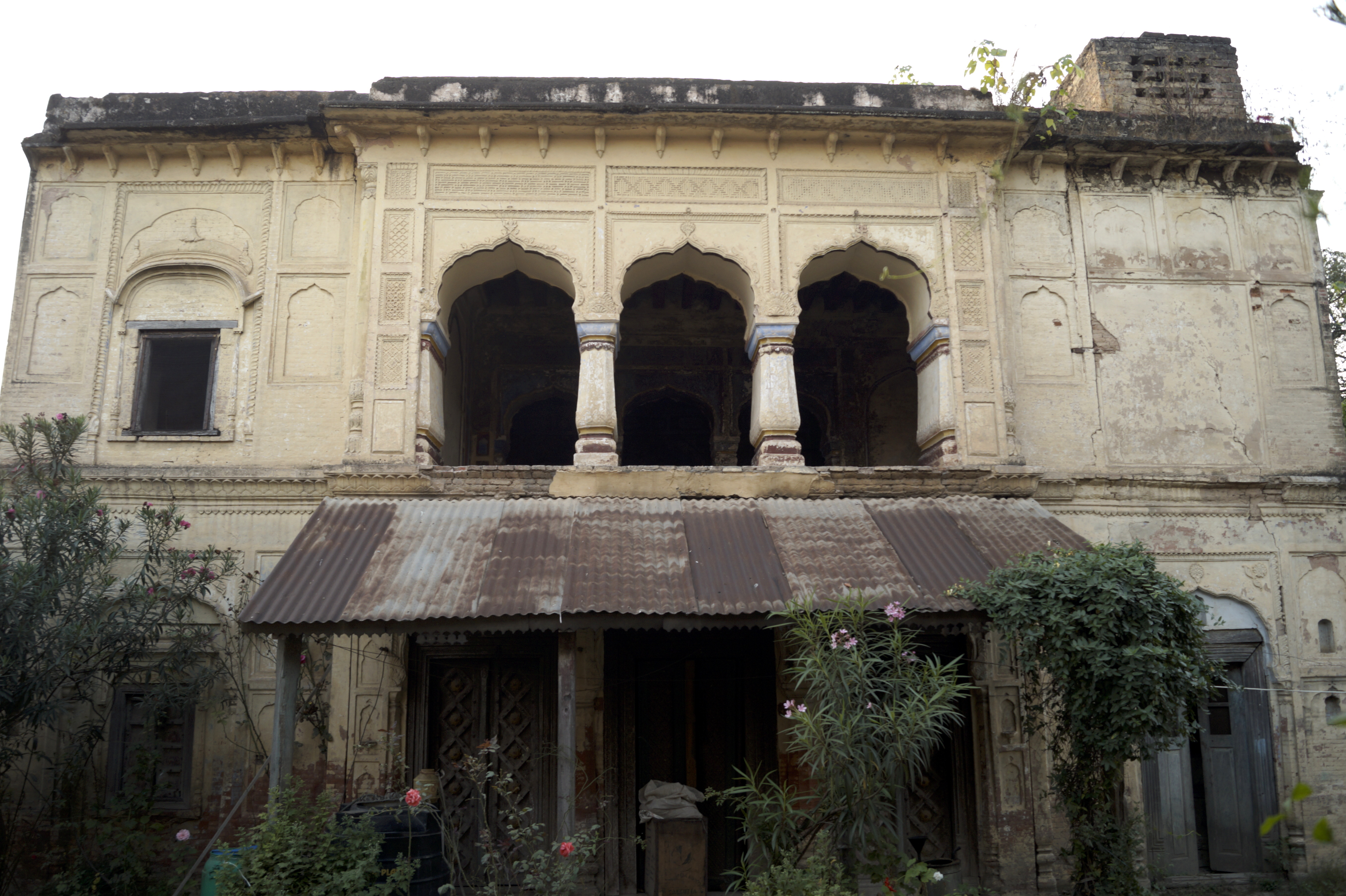
Il palazzo di Kunihar
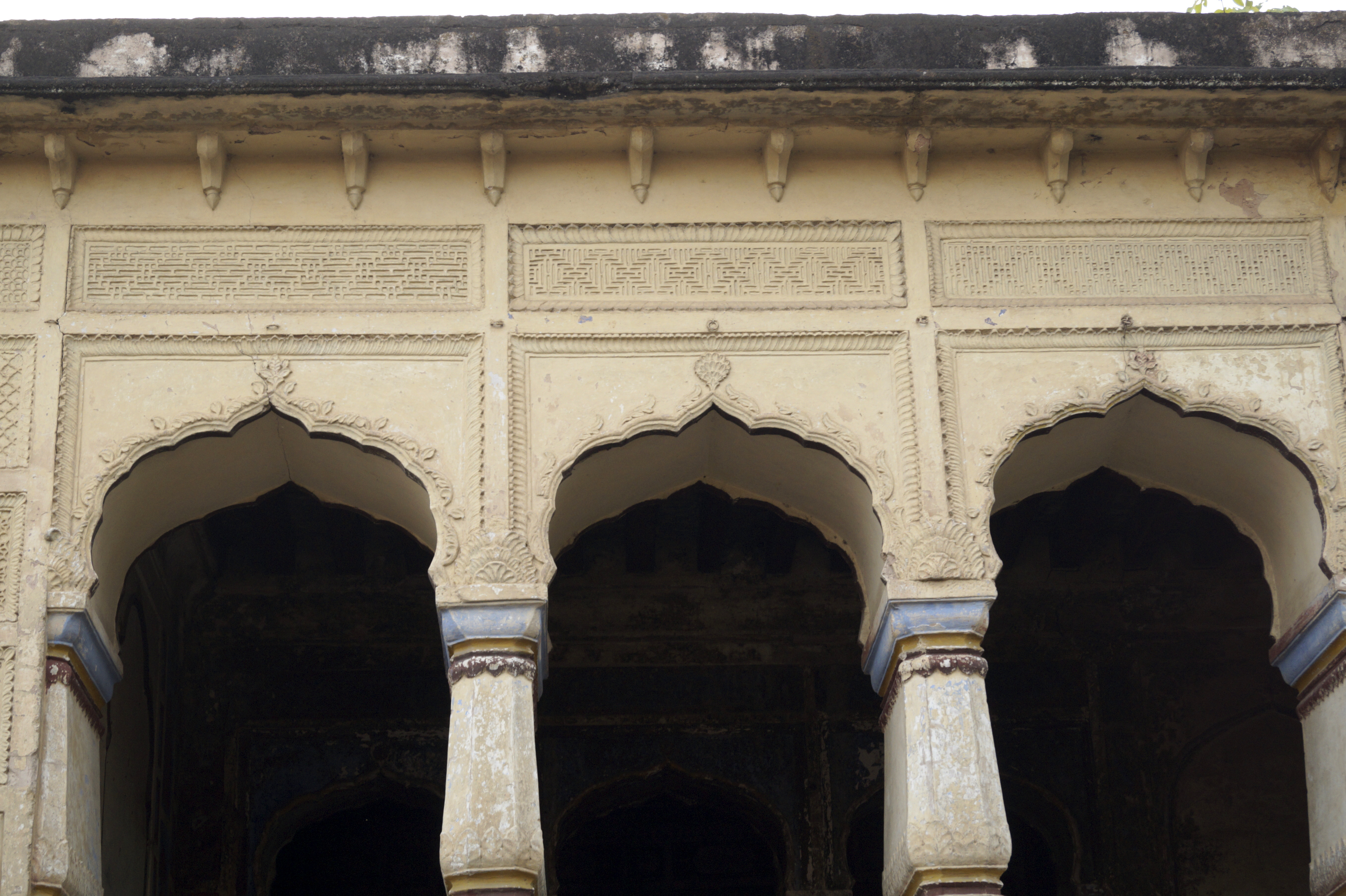
Il palazzo di Kunihar
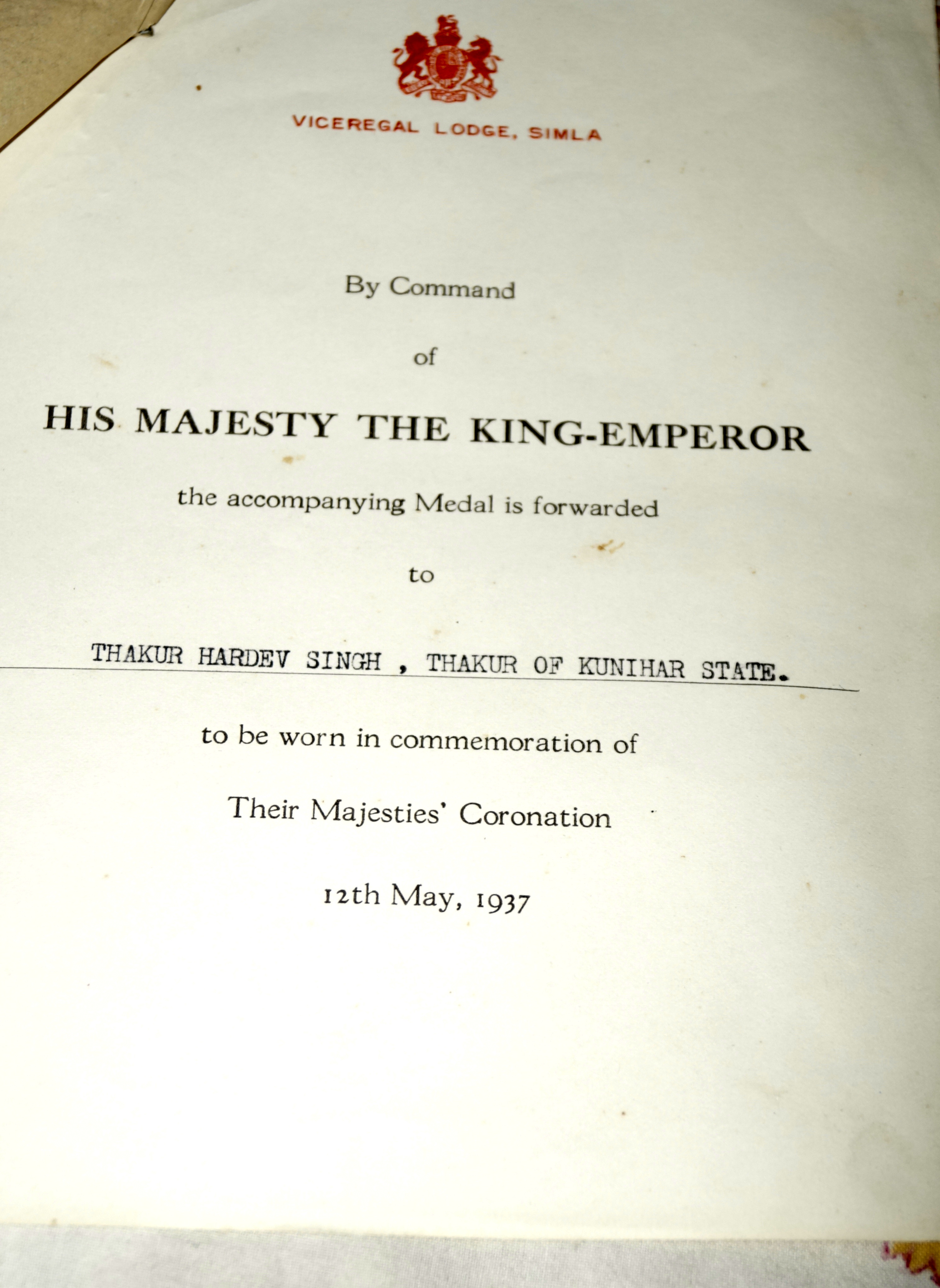
Documenti relativi al principato di Kunihar
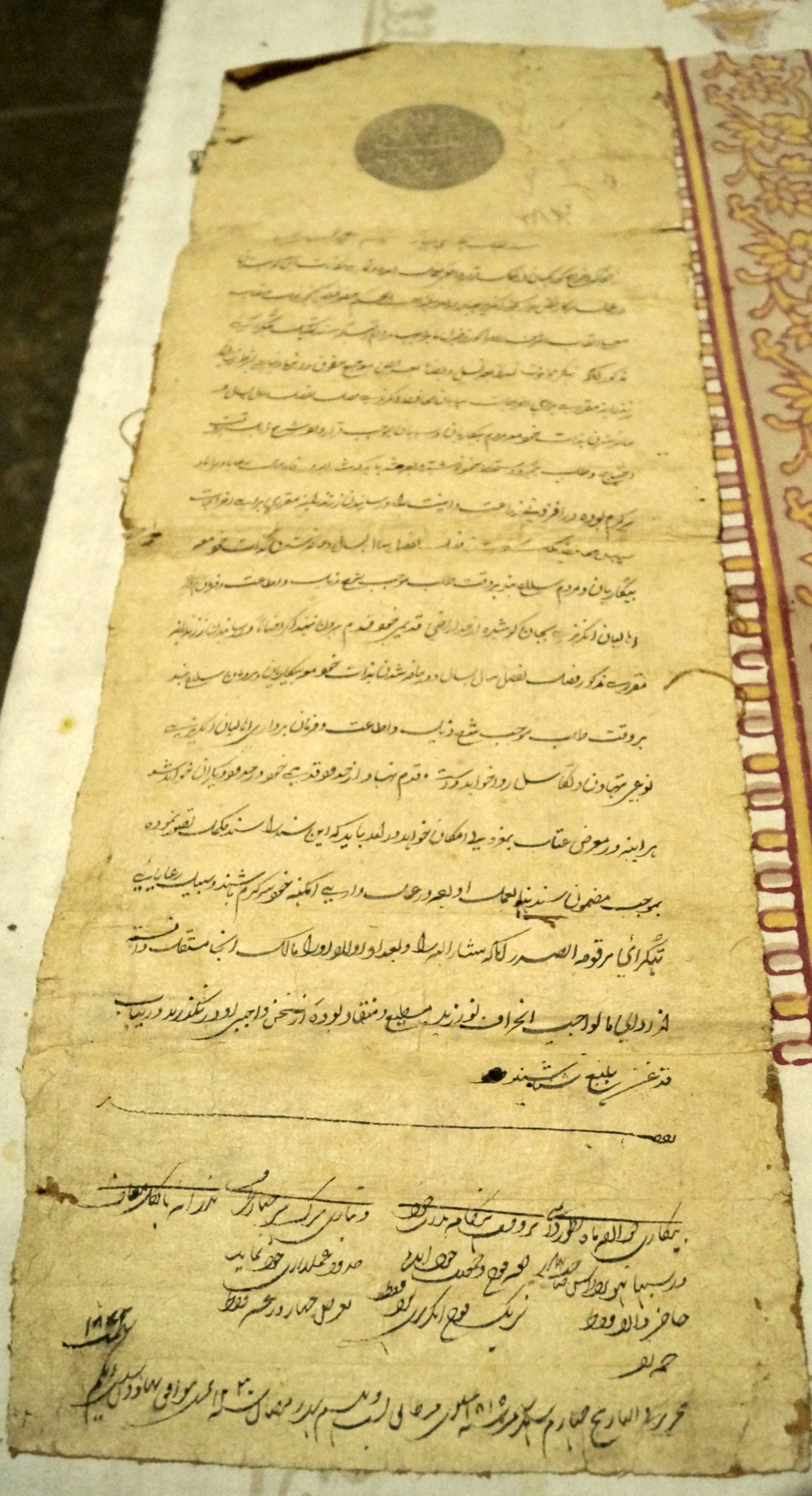
Documenti relativi al principato di Kunihar
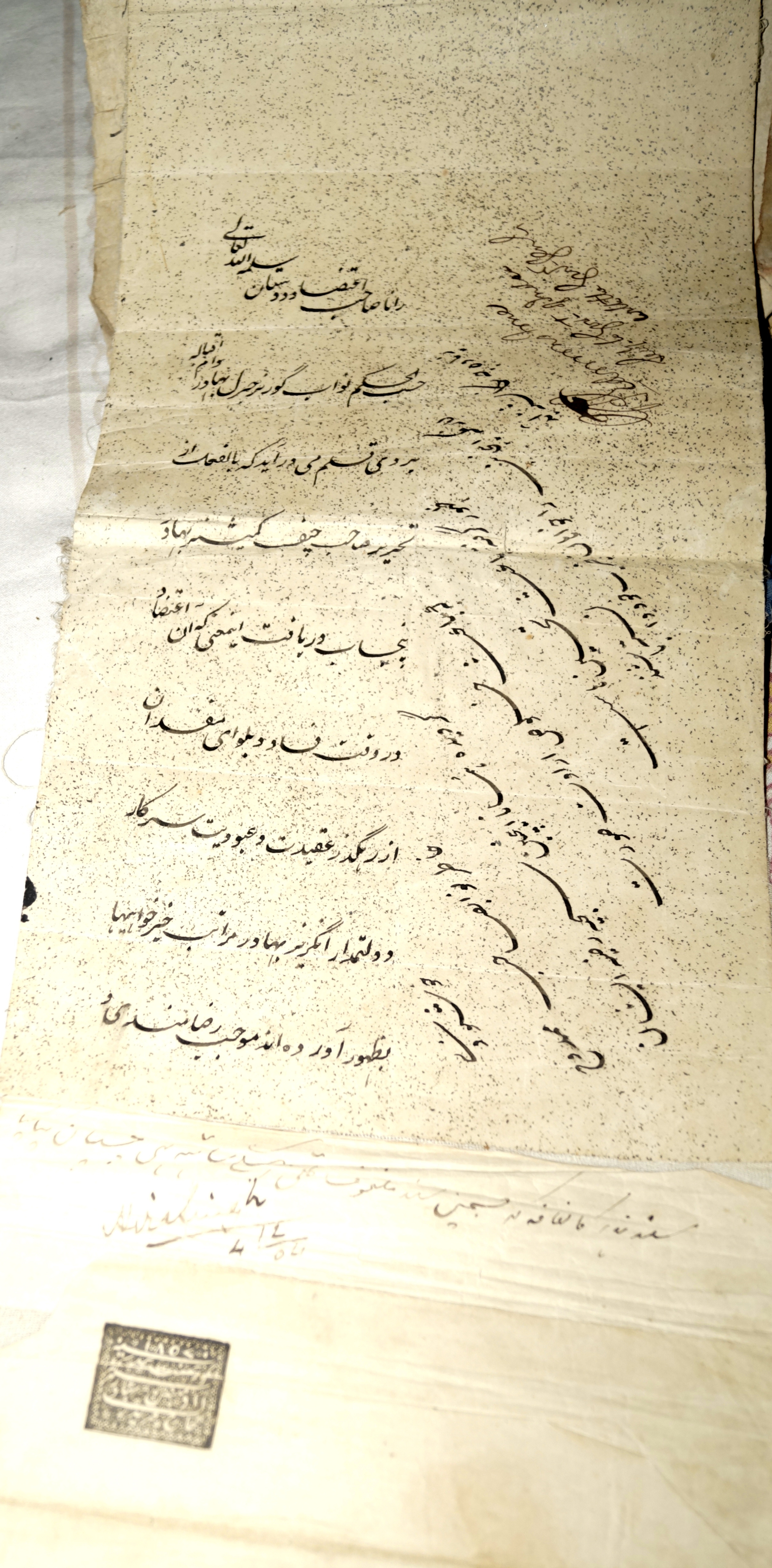
Documenti relativi al principato di Kunihar
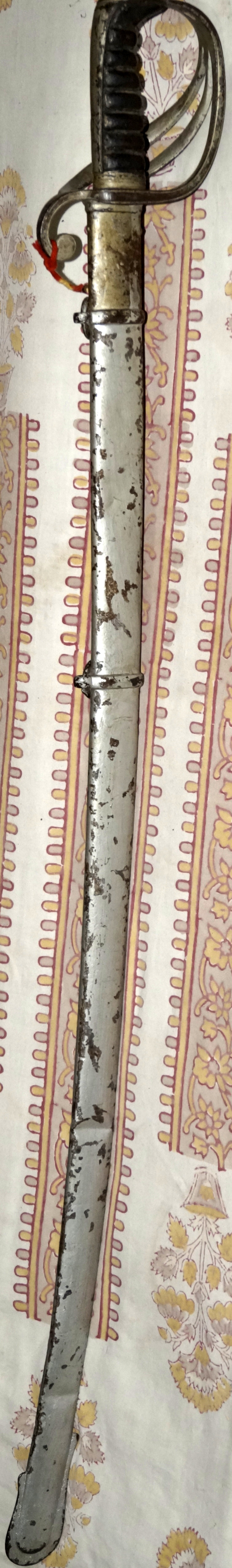
La spada donata dal guru Gobind Singh all'allora regnante dello stato principesco di Kunihar
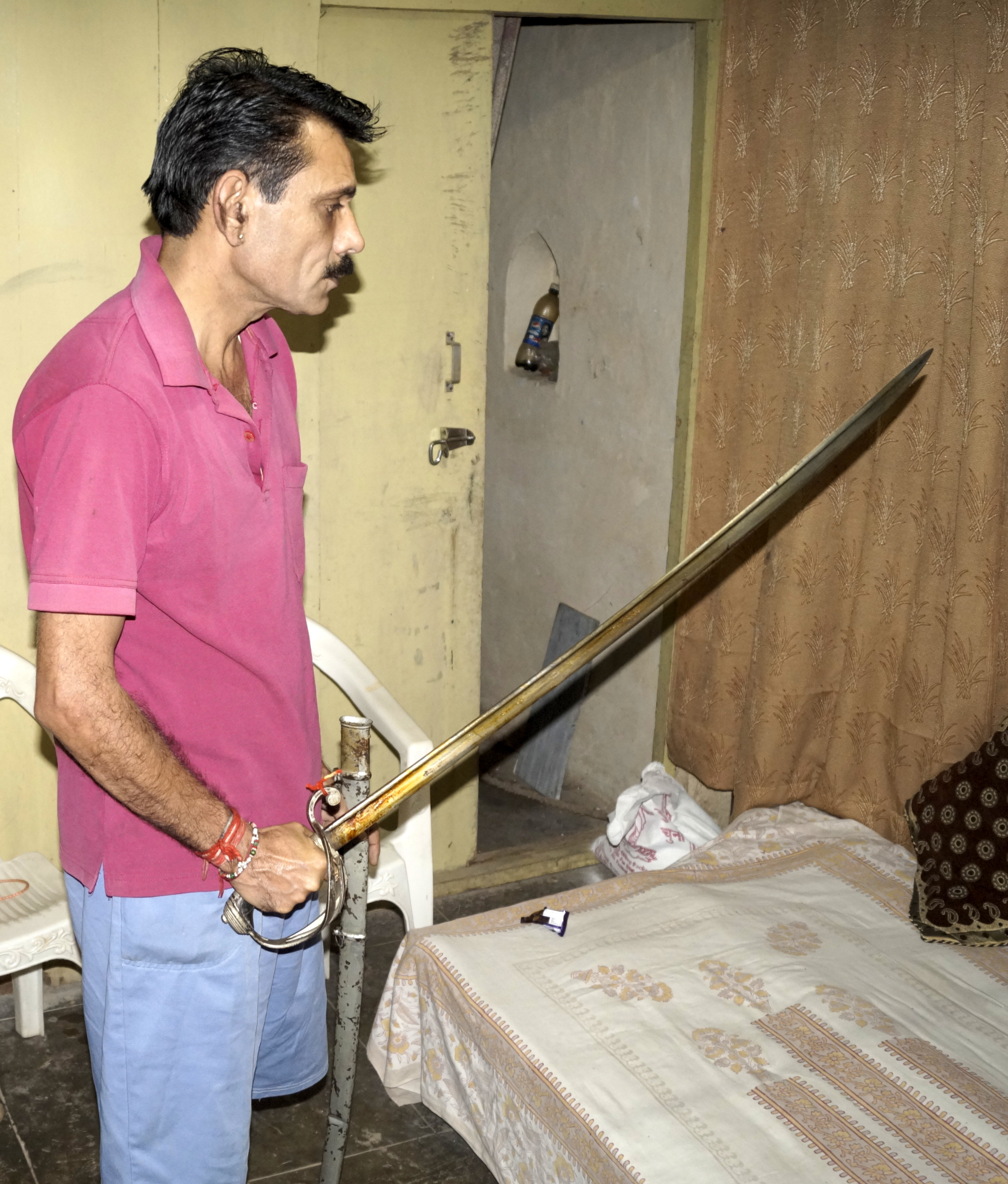
Il nipote di Sh. Hardev Singh, ultimo regnante dello stato principesco di Kunihar, con la spada donata al suo antenato